# Front stationnaire
Un front stationnaire est la limite entre deux masses d'air qui est quasiment immobile (par convention, front ayant une vitesse de déplacement de moins de cinq nœuds). Sur une carte météorologique, un tel front est représenté par des triangles bleus pointant dans une direction et des demi-cercles rouges pointant dans la direction opposée,. Il s'agit du premier stade de la cyclogénèse des dépressions météorologiques des latitudes moyennes.

## Comportement
Les fronts stationnaires se forment quand deux masses d'air ayant des caractéristiques différentes se rencontrent mais n'ont pas de circulation l'une vers l'autre. Elles se trouvent à glisser l'une par rapport à l'autre sous la circulation atmosphérique en altitude. Ces fronts peuvent rester immobiles pendant plusieurs jours; ensuite ils peuvent soit se désagréger (se transformant en lignes de cisaillement), soit se transformer en front chaud ou en front froid, en fonction d'un changement dans le flux en altitude (en général à 500 hPa).
Un front stationnaire devient une ligne de cisaillement lorsque les températures de part et d'autre de la ligne de front s'uniformisent mais que les directions des vents au sol restent différentes de part et d'autre de la ligne de front pendant un certain temps. Ce phénomène est courant au-dessus des mers car la température de l'air de part et d'autre de la ligne de front va s'uniformiser en étant en contact avec la mer qui a sa propre température de surface.

## Temps associé
Du fait que les deux masses d'air qu'ils séparent glissent l'une par rapport à l'autre, il y a peu de mouvement vertical le long des fronts stationnaires. Ils sont donc généralement associés à du temps partiellement nuageux, ou nuageux, et des précipitations faibles. Habituellement il n'y a pas d'orages violents associés non plus.
Cependant, il arrive que des ondes atmosphériques se propagent le long du front et génèrent plus de nuages, de précipitations et d'orages. Dans ce cas, il a généralement cyclogénèse et formation d'un creux barométrique ou d'une dépression. Le front devient alors un doublet front chaud/front froid.